# Viola holsatica
Viola holsatica är en violväxtart som beskrevs av Ernst Ludwig Krause. Viola holsatica ingår i släktet violer, och familjen violväxter. Inga underarter finns listade i Catalogue of Life.